# Фалчанела (Потенца)
Фалчанела (итал. Falcianella) је насеље у Италији у округу Потенца, региону Базиликата.
Према процени из 2011. у насељу је живело 117 становника. Насеље се налази на надморској висини од 979 м.